# (13070) Seanconnery
(13070) Seanconnery (1991 RO2) – planetoida z pasa głównego asteroid okrążająca Słońce w ciągu 3,79 lat w średniej odległości 2,43 j.a. Odkryta 8 września 1991 roku.